# Panorama (stazione sciistica)

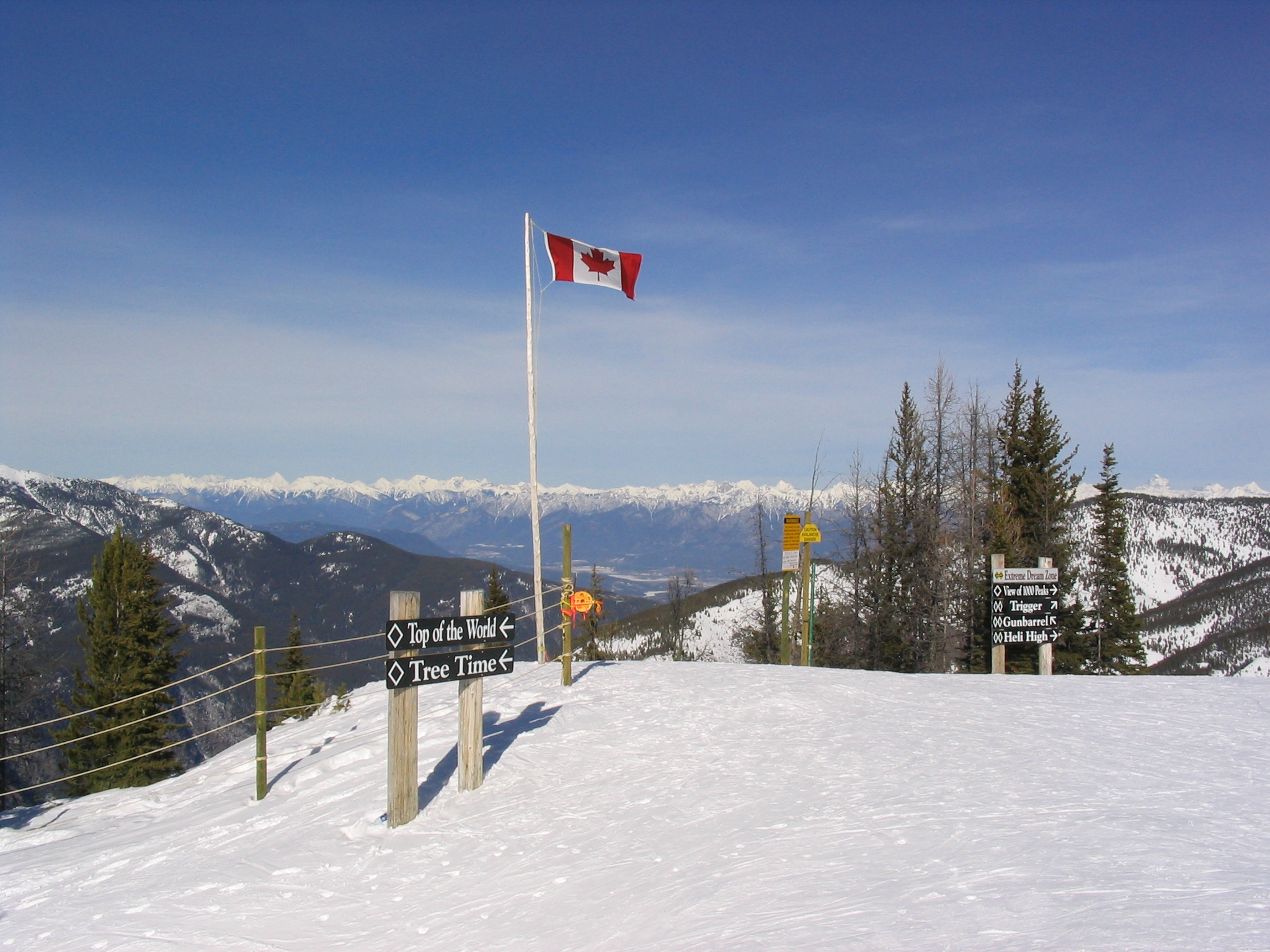
Le vette della Columbia Britannica viste dal comprensorio sciistico di Panorama

Panorama  è un comprensorio sciistico (detto anche Panorama Ski Resort o Panorama Mountain Village) canadese che si estende nelle Purcell Mountains, in Columbia Britannica, presso la città di Invermere. Attrezzato con oltre 120 piste e 9 impianti di risalita, si estende tra i 1160 e i 2380 m s.l.m.; mediamente, a Panorama cadono 479 centimetri di neve all'anno. Il comprensorio ha ospitato numerose gare della Coppa del Mondo di sci alpino, della Nor-Am Cup e dei Campionati canadesi di sci alpino.